# Kernu
Kernu (em estoniano:  Kernu vald) é um município rural estoniano localizado na região de Harjumaa.